# Dekanat Tarnów Zachód
Dekanat Tarnów Zachód – dekanat wchodzący w skład diecezji tarnowskiej.
Funkcję dziekana w dekanacie pełni ks. Józef Kaczmarski, proboszcz parafii w Zbylitowskiej Górze, a wicedziekana ks. Jan Burdek, proboszcz parafii w Rzuchowej.

## Parafie dekanatu
W skład dekanatu wchodzą parafie:
- Błonie – Parafia Najświętszego Serca Pana Jezusa
- Koszyce Małe – Parafia Najświętszego Serca Pana Jezusa
- Koszyce Wielkie – Parafia Przemienienia Pańskiego
- Pleśna – Parafia Wniebowzięcia Najświętszej Maryi Panny
- Rzuchowa – Parafia Ducha Świętego
- Szczepanowice – Parafia Niepokalanego Serca Najświętszej Maryi Panny
- Tarnów – Parafia św. Stanisława Kostki
- Tarnów-Mościce – Parafia Najświętszej Maryi Panny Królowej Polski
- Zbylitowska Góra – Parafia Podwyższenia Krzyża Świętego
- Zgłobice – Parafia św. Brata Alberta Chmielowskiego